# Hrabstwo Reno

Piramida wieku hrabstwa

Hrabstwo Reno – hrabstwo położone w USA w stanie Kansas z siedzibą w mieście Hutchinson. Założone 26 lutego 1867 roku. Nazwa Hrabstwa pochodzi od Jesse`a Lee Reno.

## Miasta
- Hutchinson
- South Hutchinson
- Buhler
- Haven
- Nickerson
- Pretty Prairie
- Arlington
- Turon
- Sylvia
- Partridge
- Abbyville
- Plevna
- Willowbrook
- Langdon
- Yoder (CDP)

## Park Narodowy
- Quivira National Wildlife Refuge

## Sąsiednie Hrabstwa
- Hrabstwo Rice
- Hrabstwo McPherson
- Hrabstwo Harvey
- Hrabstwo Sedgwick
- Hrabstwo Kingman
- Hrabstwo Pratt
- Hrabstwo Stafford